# Аубари
Аубари (на арабски: أوباري Awbārī) е град в Либия, община Уади ал Хая.
Градът е столицата на бившата „баладия“ (област) Аубари, в югозападната част на страната. Аубари се намира в оазиса Убари